# Attentato di via Fauro
L'attentato di via Fauro fu un'azione dinamitarda compiuta il 14 maggio 1993 a Roma tramite l'esplosione di un'autobomba in via Ruggero Fauro, diretta contro il giornalista e conduttore televisivo Maurizio Costanzo.

## Storia

### L'impegno antimafia di Costanzo
Nei primi anni 1990, Maurizio Costanzo era fortemente impegnato in maniera attiva nelle sue trasmissioni nel contrastare il messaggio mafioso e, dopo l'omicidio di Libero Grassi, insieme a Michele Santoro realizzò una maratona televisiva a reti unite Rai-Fininvest dedicata alla lotta alla mafia. I toni furono aspri (fu bruciata in diretta una maglietta con scritto Mafia made in Italy). In generale, nel paese, la società civile si stava fortemente risvegliando su questi temi. Questo fatto, unito alla acclarata amicizia di Maurizio Costanzo con il magistrato antimafia Giovanni Falcone, più volte presente alle sue trasmissioni per interviste o dibattiti, pose Costanzo e Santoro fra i paladini “mediatici” della lotta contro la mafia.

### Dinamica
Nel febbraio 1992 un gruppo di fuoco composto da mafiosi di Brancaccio e della provincia di Trapani (Giuseppe Graviano, Matteo Messina Denaro, Vincenzo Sinacori, Lorenzo Tinnirello, Cristofaro Cannella, Francesco Geraci) si spostò a Roma per uccidere Costanzo; le armi e l'esplosivo necessarie per questi attentati vennero nascoste in un'intercapedine ricavata nel camion di Giovanbattista Coniglio (mafioso di Mazara del Vallo) per essere trasportate a Roma, dove vennero scaricate e occultate nello scantinato dell'abitazione di Antonio Scarano (spacciatore di origini calabresi residente a Roma legato a Messina Denaro). Dopo alcuni appostamenti nel centro di Roma, il gruppo di fuoco non rintracciò il giudice Falcone e il ministro Martelli, decidendo quindi di ripiegare su Costanzo, che riuscirono a seguire per alcune sere dopo le registrazioni della trasmissione "Maurizio Costanzo Show". Il boss Salvatore Riina, tuttavia, ordinò a Sinacori di sospendere tutto e tornare in Sicilia perché “avevano trovato cose più importanti giù”.
Nel maggio 1993 un altro gruppo di fuoco composto da mafiosi di Brancaccio e Corso dei Mille (Cristofaro Cannella, Cosimo Lo Nigro, Salvatore Benigno, Giuseppe Barranca, Francesco Giuliano) si portò nuovamente a Roma per compiere l'attentato a Costanzo e venne ospitato di nuovo da Scarano nell'appartamento di suo figlio. Il gruppo, accompagnato da Scarano con la sua auto, effettuò vari sopralluoghi nella zona dei Parioli per individuare Costanzo e infine rubò una Fiat Uno; Scarano procurò anche un garage presso il centro commerciale "Le Torri" a Tor Bella Monaca, dove Lo Nigro e Benigno portarono l'auto rubata e provvidero a sistemarvi all'interno l'esplosivo, dopo averlo prelevato dallo scantinato di Scarano stesso. Nella stessa sera l'autobomba venne parcheggiata in via Fauro ma non esplose per un difetto del congegno, che venne riparato il giorno successivo sempre da Lo Nigro e Benigno.
Quella sera, l'autobomba venne fatta esplodere ma Benigno schiacciò il pulsante del telecomando con qualche istante di ritardo perché aspettava Costanzo su un'Alfa Romeo 164, mentre comparve una Mercedes W124 blu, non blindata, alla cui guida era l'autista Stefano Degni e al cui interno sedevano il presentatore e la sua compagna Maria De Filippi (che rimasero illesi), seguita da una Lancia Thema con a bordo le due guardie del corpo Fabio De Palo (rimasto ferito) e Aldo Re (che subì lesioni legate allo shock). Nell'esplosione subirono gravi danni i palazzi di via Fauro, della vicina via Boccioni e inoltre crollò il muro di una scuola che si trovava quasi di fronte al luogo della deflagrazione; circa sessanta auto parcheggiate nelle vicinanze rimasero danneggiate e altre sei finirono distrutte nell'esplosione.
Le indagini ricostruirono l'esecuzione dell'attentato in base alle dichiarazioni dei collaboratori di giustizia Vincenzo Sinacori, Francesco Geraci, Salvatore Grigoli, Pietro Romeo e, in particolare, quelle di Antonio Scarano (che aveva partecipato in prima persona all'attentato): nel 1998 Cristofaro Cannella, Salvatore Benigno, Cosimo Lo Nigro, Giuseppe Barranca, Gaspare Spatuzza, Francesco Giuliano e Antonio Scarano furono riconosciuti come esecutori materiali dell'attentato di via Fauro nella sentenza per le stragi del 1993. Nel 2008 Spatuzza iniziò a collaborare con la giustizia e negò la sua partecipazione all'attentato di via Fauro, dichiarando che Cosimo Lo Nigro si limitò ad avvertirlo a cose fatte. Nel 2011 nelle motivazioni della sentenza che condannava il boss Francesco Tagliavia per le stragi del 1993 in seguito alle accuse di Spatuzza, si leggeva: «La verità è che Spatuzza in via Fauro e dintorni non c'era [...] perché non gli era stato ordinato di esserci. [...] Della presenza di Spatuzza a Roma per l'attentato a Costanzo parla solo lo Scarano che fu il ricostruttore esclusivo di quella vicenda [...] Grande confusionario Scarano, attendibile nella sostanza e nelle linee generali della vicenda stragista, ma labile di memoria riguardo alle persone, alle date, ai dettagli e alle collocazioni temporali degli avvenimenti».

### Altre ipotesi d'obiettivo
Durante il processo per le 2 stragi del 1993, gli avvocati della difesa avanzarono ipotesi secondo cui l'obiettivo dell'attentato fosse in realtà Lorenzo Narracci, funzionario del SISDE, il quale abitava proprio in via Fauro; inoltre in un primo momento una testimone oculare sembrò riconoscere nella persona che parcheggiò l'autobomba in via Fauro un tale Fail Bern (che venne arrestato perché trovato in possesso di attrezzatura militare rubata) ma in seguito, dinanzi al pubblico ministero, credette di riconoscere i fratelli Filippo e Giuseppe Graviano (mafiosi di Brancaccio). Per queste ragioni, nel 1998 i giudici del processo di primo grado esclusero queste piste e scrissero nelle motivazioni della sentenza:

## Conseguenze
L'esplosione dell'autobomba imbottita con circa 100 chilogrammi di esplosivo ad alto potenziale non provocò morti e ferì ventiquattro persone, fra cui l'autista e una delle guardie del corpo private che accompagnavano Maurizio Costanzo e la sua compagna Maria De Filippi. I danni materiali furono ingenti, tanto da portare all'evacuazione del palazzo all'altezza del civico 62 e danni alle facciate di altri quattro palazzi nelle immediate vicinanze dell'esplosione (civici 60, 62, 64 di via Fauro e civico 5 di via Boccioni).
Per la mancanza di vittime e per i danni gravi ma non disastrosi (cornicioni crollati e un muro di recinzione di una scuola abbattuto) si parla spesso di fallito attentato di via Fauro. Si insiste sul fallimento dell'attentato specialmente inquadrandolo nella scia degli altri attentati del '92-'93, che provocarono la morte di 21 persone (tra cui Falcone e Borsellino) e gravi danni al patrimonio artistico (preciso obiettivo di alcuni attentati come la strage di via dei Georgofili).